# معركة ساموس
معركة ساموس (باليونانية: Ναυμαχία της Σάμου) هي معركة بحرية قامت في 5 أغسطس 1824 قبالة جزيرة ساموس اليونانية خلال حرب الاستقلال اليونانية. جزيرة ساموس، تحت قيادة زعيمها ليكورغوس لوغوتيتيس قد تمردت ضد العثمانيين في عام 1821 وأنشأت حكومتها الذاتية. ولكن وبسبب موقع الجزيرة، على بعد بضعة أميال من ساحل الأناضول، جعلها عرضة لهجوم عثماني محتمل. في صيف عام 1824، بعد تدمير بسارا، تجمع الأسطول العثماني وقواته على ساحل الأناضول، بقصد الاستيلاء على الجزيرة.
وقعت المعركة الحاسمة في 17 أغسطس بعد بعض الاشتباكات البسيطة في الايام التي سبقتها، حيث هاجمت السفن الحربية اليونانية، بما في ذلك سفينة حربية تحت قيادة قسطنطين كاناريس، ونجحت في حرق ثلاث سفن عثمانية، مما أجبر قبطان باشا محمد هوسريف على الانسحاب.